# Ali Magomedovics Alijev
Ali Magomedovics Alijev (cirill írással: Али Магомедович Алиев; Mahacskala, 1983. június 2.) orosz amatőr ökölvívó.

## Eredményei
- 2006-ban Európa-bajnok harmatsúlyban.
- orosz bajnok harmatsúlyban ( 2005, 2006 ).